# Cianeto de hidrogênio
Cianeto de hidrogênio (ou cianureto de hidrogênio) (HCN) é um composto extremamente volátil. Puro pode ser encontrado tanto na forma líquida quanto gasosa, devido ao seu baixo ponto de ebulição (25,7 °C) e grande volatilidade. Borbulhando-o em água, produz-se uma solução chamada de ácido cianídrico ou ácido prússico, um composto químico que contém o aníon cianeto (CN−). Tem um forte cheiro de amêndoas amargas, e encontra-se em certas plantas, como a mandioca (Manihot esculenta), e no caroço de certas frutas (maçãs, pêssegos e cerejas). Os sais do ácido cianídrico são chamados cianetos, sendo os mais comuns o cianeto de potássio (KCN) e o cianeto de sódio (NaCN). Os cianetos iónicos são extremamente venenosos a vários  seres vivos, em especial, aos humanos, neste caso, devido à habilidade do íon em se combinar com o ferro da hemoglobina, bloqueando a recepção do oxigênio pelo sangue, matando a pessoa exposta por sufocamento. A sua constante de acidez é relativamente baixa.

## Propriedades físicas
A sua temperatura de fusão é de –14 °C, e a temperatura de ebulição é de 25,7 °C. É solúvel em água, álcool e éter. É altamente inflamável.

## Propriedades químicas
Além de ser um poderoso veneno, quando em contato com o ar e sob certas condições, torna-se altamente explosivo.
Outra característica do HCN é sua alta mobilidade e capacidade de penetração em qualquer substância ou material poroso, aí incluído paredes e muros (isto devido à sua baixa massa molecular).
O HCN é também altamente persistente em sua estabilidade. Quando aplicado em ambientes mal ventilados, adere em objetos úmidos mantendo sua ação nociva por horas e dias.
Outra característica do HCN é que ele reage quimicamente com o óxido de ferro (III) formando o Azul da Prússia, um composto altamente estável que se manifesta através de manchas azuladas em paredes decorrentes da reação do HCN com o ferro utilizado na construção de objetos de alvenaria. A umidade atua como catalisador da reação. Antigamente, o azul da Prússia era utilizado na fabricação de tinta para escrever.

## Síntese
O HCN é sintetizado principalmente através da reação de metano e amônia na presença de platina como catalisador a temperatura de 1200°C, conforme a equação:
2 CH4 + 2 NH3 + 3 O2 → 2 HCN + 6H2O
Essa síntese é creditada a Leonid Andrussow.

## Histórico
O HCN começou a ser usado em larga escala durante a Primeira Guerra Mundial quando os dois lados o utilizaram na fabricação de projéteis para artilharia fazendo com que os ataques com gás fossem rotineiros no front (ver artigo sobre guerra química).
Foi também o HCN o gás utilizado nas câmaras de gás estadunidenses, quando estas passaram a executar prisioneiros condenados à pena capital a partir de 1924. Estas câmaras de execução instaladas nas penitenciárias estadunidenses contavam com janela de vidro reforçado, porta maciça e com sistema para fechamento hermético, poderoso sistema de ventilação e de queima do gás dispensado e tratamento químico no interior da câmara após sua utilização para eliminar qualquer traço do veneno. Na câmara de gás, o carrasco colocava pastilhas de cianeto de potássio (cianureto) em ácido sulfúrico. Desta reação resultava sulfato de potássio e cianeto de hidrogênio:
H2SO4 + 2KCN  → K2SO4 + 2HCN

## Primeiros socorros
Ingestão: Quebrar uma ampola de nitrito de amilo. Colocar próximo à narina do acidentado durante 15 segundos. Se a respiração não voltar ao normal, repetir a operação a cada 2 minutos. Limitar a 6 operações (ou seja, 6 ampolas). Se a respiração da vítima não se reestabelecer, assegurar-se que há passagem de ar e instituir reanimação cardiopulmonar. Caso a respiração permaneça difícil, administrar oxigênio, se estiver disponível. Prover cuidados médicos imediatos.
Contato com a pele: Lavar a área de contato completamente com sabão e água. Remover a roupa contaminada imediatamente. Colocar a roupa contaminada em um recipiente fechado para armazenagem até que seja lavada ou descartada. Se a roupa tiver que ser lavada, informar à lavanderia sobre as propriedades perigosas do agente contaminante. Descartar os artigos de couro contaminados. Obter atenção médica imediata.
Contato com os olhos: Lavar imediatamente com grandes quantidades de água durante pelo menos 15 minutos. As pálpebras devem manter-se separadas do globo ocular para assegurar uma lavagem completa. Obter atenção médica imediata
Inalação: Remover a pessoa exposta da fonte de exposição. Levar para local ventilado e acomodar deitado. O Socorrista deverá evitar o contato com a roupa contaminada. Quebrar uma ampola de nitrito de amilo. Colocar próximo à narina do acidentado durante 15 segundos. Se a respiração não voltar ao normal, repetir a operação a cada 2 minutos. Limitar a 6 operações (ou seja, 6 ampolas). Se a respiração da vítima não se reestabelecer, assegurar-se que há passagem de ar e instituir reanimação cardiopulmonar. Caso a respiração permaneça difícil, administrar oxigênio, se estiver disponível. Prover cuidados médicos imediatos